# Iniquum est collapsis manum non porrigere
Iniquum est collapsis manum non porrigere (лат. изговор: иниквум ест колапсис манум нон поригере). Неправично је не пружити руку онима који су пали. (Сенека) 

## Поријекло изреке
Изрекао у смјени старе у нову еру, велики Сенека (лат. Lucius Annaeus Seneca (Луције Енеј Сенека),  антички филозоф и књижевник, главни представник модерног, „новог стила“ у време Неронове владавине 

## Значење
Неправедно, непоштено је не пружити руку ономе ко је пао.  Као и успон и пад је људск квалитет. Ваља га подржати, помоћи му! То је исправно и по свјетовним и по религиозним  законима.